# Мішані ліси Лесового плато
Мішані ліси Лесового плато (ідентифікатор WWF: PA0411) — палеарктичний екорегіон помірних широколистяних та мішаних лісів, розташований на півночі Центрального Китаю. 

## Географія
Екорегіон мішаних лісів Лесового плато простягається на 1500 км з північного сходу на південний захід, від Внутрішньої Монголії і заходу провінції Ляонін через Хебей, Шаньсі і Шеньсі до південного заходу провінції Ганьсу. Він охоплює витягнуте Лесове плато, основу якого становить щільний шар лесу — нанесеного вітром пилу, товщина якого досягає 200 м. Глибина лесового шару збільшується з північного сходу, де він лише заповнює западини між скелястими пагорбами, на південний захід, де він сам формує пагорби. 
Лесові ґрунти багаті на мінеральні речовини, необхідні для росту рослин, і вони добре утримують воду, тому вони досить продуктивні, незважаючи на сезонно сухий, схильний до посухи клімат екорегіону. Оскільки Лесове плато добре підходить для ведення сільського господарства, більшість лісів регіону були перетворені на сільськогосподарські угіддя та пасовища століття тому. Коли ліси були вирубані, значно зросла ерозія ґрунтів, що призводить до пилових бур. Жовтуватий колір лесу надає характерний колір Хуанхе або Жовтій річці та Жовтому морю.
На північ від екорегіону поширені Монголо-Маньчжурські степи та степи Ордоського плато, на схід — листяні ліси Маньчжурської рівнини, а на південь — мішані ліси Північнокитайської рівнини.

## Флора
Рослинний покрив екорегіону представлений мішаними та широколистяними лісами, які на північному заході поступово переходять у степ. В лісах екорегіону переважають дуби (Quercus spp.), берези (Betula spp.), клени (Acer spp.) та липи (Tilia spp.). Серед дерев, що зустрічаються на великих висотах, слід відзначити осику (Populus tremula), вербу (Salix spp.), ялину (Picea spp.) та горобину (Sorbus spp.). На рівнинах в південній частині регіону, близькій до Північнокитайської рівнини, в лісах переважають в'язи (Ulmus spp.), каркаси (Celtis spp.), ясени (Fraxinus spp.), говенії (Hovenia spp.) та китайські фісташки (Pistacia chinensis).
Наразі площа первинних лісів екорегіону значно скоротилася внаслідок масової вирубки та перетворення на поля і пасовища. На порушених територіях поширені вторинні чагарникові зарості, в яких переважають китайські авраамові дерева (Vitex negundo), ліщинограби Давида (Ulmus glaucescens), пухнаста таволга (Spiraea pubescens) та ліщина (Corylus spp.). В регіонах, які постраждали від перевипасу худоби, поширені колючі чагарники, зокрема звичайні зизифуси (Ziziphus jujuba) та різні види карагани (Caragana). З 1960-х років уряд Китаю здійснює заходи з лісовідновлення, що мають на меті запобігти подальшій ерозії ґрунту.

## Фауна
Серед поширених в екорегіоні ссавців слід відзначити вовка (Canis lupus), євразійську рись (Lynx lynx), бенгальського кота (Prionailurus bengalensis), уссурійського єнота (Nyctereutes procyonoides), звичайну лисицю (Vulpes vulpes), китайського горала (Naemorhedus griseus), карликову кабаргу (Moschus berezovskii), дику свиню (Sus scrofa), азійського борсука (Meles leucurus), зайця-толая (Lepus tolai) та макаку-резуса (Macaca mulatta).
Серед поширених в екорегіоні птахів слід відзначити бурого фазана-вуханя (Crossoptilon mantchuricum), кокласа (Pucrasia macrolopha), мандаринку (Aix galericulata), беркута (Aquila chrysaetos), чорного лелеку (Ciconia nigra), китайського повзика (Sitta villosa), монгольську чагарницю (Pterorhinus davidi), пекінську кореанку (Rhopophilus pekinensis), сіроголову фульвету (Fulvetta cinereiceps) та жовточереву синицю (Pardaliparus venustulus).

## Збереження
Оцінка 2017 року показала, що 17 299 км², або 5 % екорегіону, є заповідними територіями. Природоохоронні території включають: Природний заповідник Панцюань-Гоу, Природний заповідник Луяшань та Природний заповідник Лішань.